# Procesos ciliares
En el ojo humano, los procesos ciliares (TA: processus ciliares) son alrededor de 70 rebordes o pliegues de distribución meridional que se proyectan desde la corona del cuerpo ciliar. Presenta variedades de vasos sanguíneos en su interior.

## Función
Secretan el humor acuoso hacia la cámara anterior del ojo.